# The Stone Quarry
The Stone Quarry (précédemment nommé Cruel and Unusual Films, Inc.) est une société de production cinématographique fondée en 2004 par Zack Snyder, son épouse Deborah Snyder et Wesley Coller.

## Historique

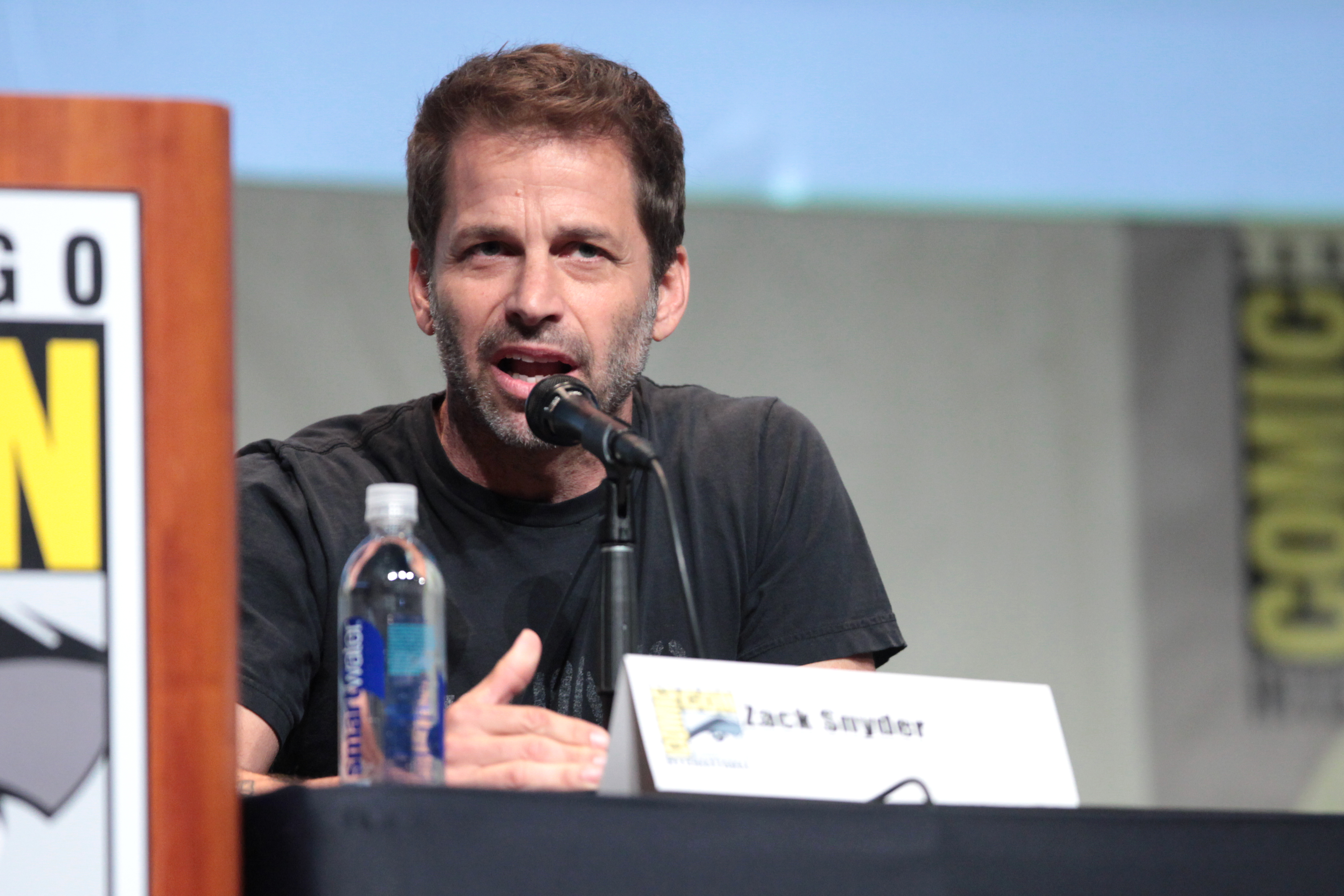
Zack Snyder ici en 2015

Cruel and Unusual Films, Inc. est fondé en 2004 par Zack Snyder, son épouse Deborah et Wesley Coller.  La société dépend de Warner Bros. et se situe à Pasadena en Californie. La société signe un accord de deux ans avec Warner Bros. en 2007, avant la sortie de 300 réalisé par Snyder. Snyder et sa femme président Cruel and Unusual alors que Coller le plus souvent est un partenaire de production. En plus de la production, Cruel and Unusual Films s'occupe aussi du marketing des films puisque les deux Snyder ont travaillé dans la publicité.
En janvier 2019, Snyder annonce que Cruel and Unusual est renommé en The Stone Quarry.

## Films
Cruel and Unusual a surtout été une société pour coproduire, sans être nécessairement nommé, les films réalisés par Snyder. La société produit en 2004 L'Armée des morts, un remake de Dawn of the Dead de George A. Romero. En 2007, Cruel and Unusual Films produit 300, une adaptation du comics homonyme de Frank Miller. En 2009 c'est Watchmen qui adapte le comics homonyme d'Alan Moore et Dave Gibbons. En 2011 Sucker Punch est coécrit et réalisé par Snyder, qui coproduit le film avec sa femme.
En 2014 le studio coproduit la suite de 300 intitulée 300: Rise of an Empire. En 2016 il coproduit Batman v Superman: Dawn of Justice.

## Filmographie

### Cinéma
- 2004 : L'Armée des morts (Dawn of the Dead) de Zack Snyder (non-crédité)
- 2007 : 300 de Zack Snyder (non-crédité)
- 2009 : Watchmen : Les Gardiens (Watchmen) de Zack Snyder (non-crédité)
- 2010 : Le Royaume de Ga'hoole (Legend of the Guardians: The Owls of Ga'Hoole) de Zack Snyder
- 2011 : Sucker Punch de Zack Snyder
- 2013 : Man of Steel de Zack Snyder (non-crédité)
- 2014 : 300 : La Naissance d'un empire (300: Rise of an Empire) de Noam Murro
- 2016 : Batman v Superman : L'Aube de la justice (Batman v Superman: Dawn of Justice) de Zack Snyder
- 2017 : Wonder Woman de Patty Jenkins
- 2017 : Justice League de Zack Snyder
- 2018 : Aquaman de James Wan
- 2020 : Wonder Woman 1984 de Patty Jenkins
- 2021 : Zack Snyder's Justice League de Zack Snyder
- 2021 : Army of the Dead de Zack Snyder
- 2021 : Army of Thieves de Matthias Schweighöfer
- 2023 : Rebel Moon - Partie 1 : Enfant du feu (Rebel Moon: Part One – A Child of Fire)
- 2024 : Rebel Moon - Partie 2 : L'Entailleuse (Rebel Moon: Part Two – The Scargiver)

### Télévision
- 2008-2009 : Watchmen: Motion Comic de Dave Gibbons et Alan Moore (web-série)
- prochainement : Army of the Dead: Lost Vegas